# Route 66 (Alberta)
La Route 66 est une route ouest / est située dans le centre de l'Alberta. Elle débute à l'entrée de l'aire récréative de Little Elbow. Elle se dirige vers le nord-est en longeant la rivière Elbow et prend fin à la jonction avec la route 22 et la route 762 près du hameau de Bragg Creek,.

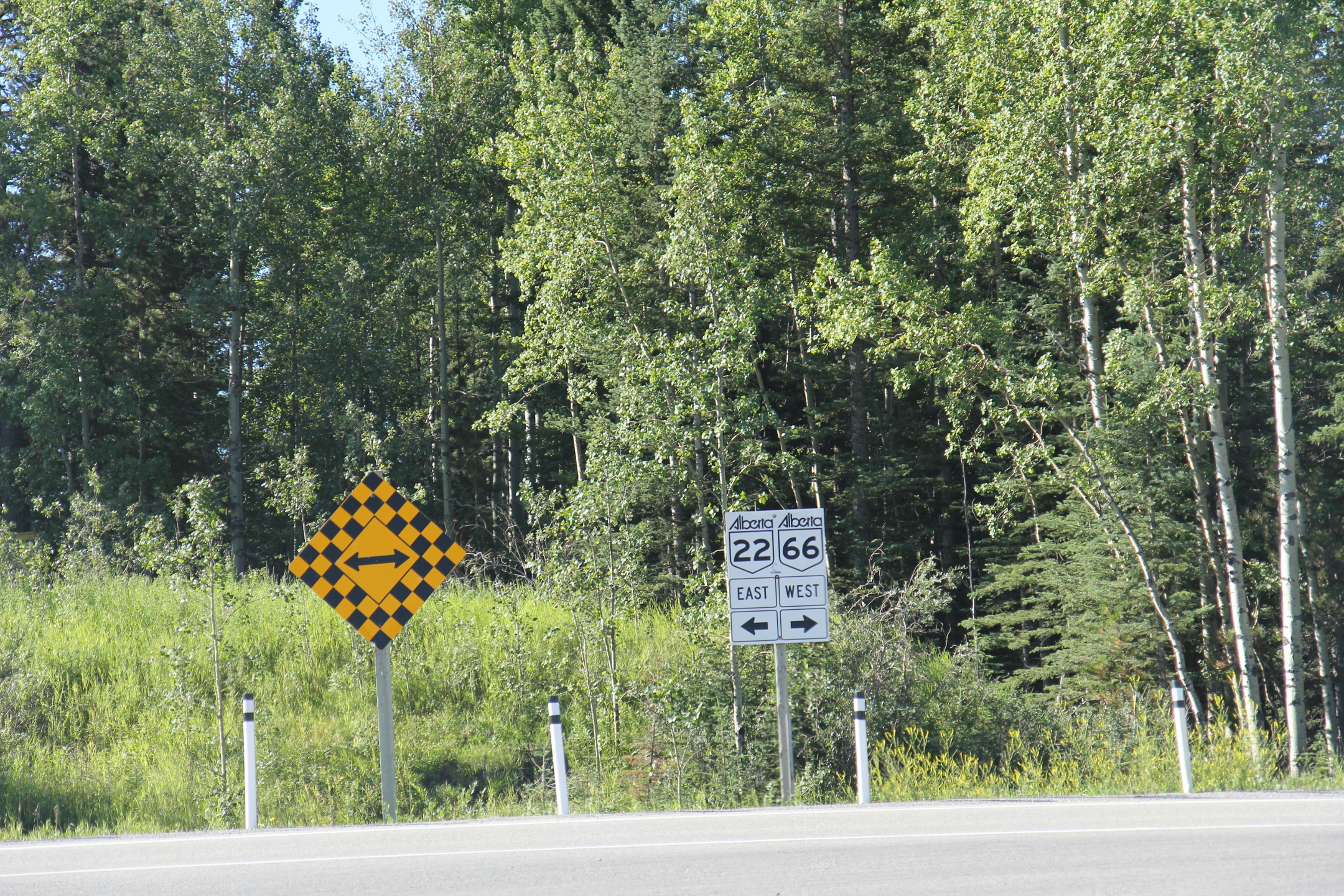
Terminus est de la route 66 à la route 22 près de Bragg Creek

Entre le 1er décembre et la mi-mai, le terminus ouest de la route se trouve au stationnement donnant accès aux chutes Elbow. La route est ainsi racourcie d'une dizaine de kilomètres.

## Intersections majeures
| Municipalité rurale / spécialisée       | Ville | km                                                             | Destinations                                           | Notes                                            |
| --------------------------------------- | ----- | -------------------------------------------------------------- | ------------------------------------------------------ | ------------------------------------------------ |
| I.D. Kananaskis                         |       | 0,00                                                           | Powderface Trail                                       | Terminus ouest entre la mi-mai et le 30 novembre |
| I.D. Kananaskis                         | 11,00 | Elbow Falls                                                    | Terminus ouest entre le 1er décembre et la mi-mai      |                                                  |
| I.D. Kananaskis                         | 20,10 | Traverse la rivière Elbow                                      | Traverse la rivière Elbow                              |                                                  |
| Comté de Rocky View                     |       | 25,00                                                          | AB-758 nord – Parc provincial Bragg Creek, Bragg Creek | Terminus sud de l'AB-758                         |
| Comté de Rocky View                     | 28,00 | AB-22 nord vers AB-1– Bragg Creek, Cochrane, Calgary           |                                                        |                                                  |
| Comté de Rocky View                     | 28,00 | AB-22 sud vers AB-2– Millarville, Turner Valley, Black Diamond | L'AB-66 est devient l'AB-22 sud                        |                                                  |
| - Accès incomplet - Transition de route |       |                                                                |                                                        |                                                  |